# Burg Denzlingen
Die Burg Denzlingen, auch Burg Maurach genannt, ist eine vermutete abgegangene Spornburg bei der Gemeinde Denzlingen im Landkreis Emmendingen in Baden-Württemberg.
Die Burg soll sich an der Stelle der Severinskapelle auf dem östlichen Sporn des Mauracher Bergs bei rund 250 m ü. NN befunden haben.
Es wurde eine Erbauung im 12. Jahrhundert gemutmaßt. Als Hinweis auf eine ehemalige hochmittelalterliche Burg wurden vorhandene Gräben gedeutet, die Existenz einer solchen Anlage gilt inzwischen jedoch als unwahrscheinlich.
Das Europäische Burgeninstitut vermutet eine ottonenzeitliche Wehranlage mit einer Ost-West-Ausdehnung von knapp 300 Metern.